# Станцев, Венедикт Тимофеевич
Венедикт Тимофеевич Станцев (1922—2009) — русский поэт, подполковник в отставке, участник Великой Отечественной войны.

## Биография
Родился в деревне Родионовка Балашовского уезда Саратовской губернии (ныне — деревня в Турковском районе Саратовской области). В 1929 семья Станцева, в которой было трое детей, переехала в Балашов.
В 1941 окончил физико-математический факультет Балашовского учительского института.
В первые же дни войны записался добровольцем на фронт, с августа 1941 воевал на Западном фронте; 25 ноября 1941 в боях под Москвой был ранен. Затем воевал на Ленинградском, Волховском, Сталинградском, Южном, 4-м Украинском, 1-м Прибалтийском, 3-м Белорусском фронтах; с 1943 — в дивизионной газете «Боевая гвардейская» [кем?].
После войны служил в армейских газетах. Подполковник в отставке.
Член СП СССР с 1965.
Скончался 11 сентября 2009 года в Екатеринбурге. Похоронен вместе с супругой на аллее урновых захоронений на Сибирском кладбище.

## Книги
- Роса на стволе: Стихи. — Свердловск: Кн. изд-во, 1962.
- Иду в бой: Стихи. — Свердловск: Сред.-Урал. кн. изд-во, 1965.
- Баллада о хлебе. — Свердловск: Сред.-Урал. кн. изд-во, 1970.
- Залп: Стихи. — Свердловск: Сред.-Урал. кн. изд-во, 1972.
- Звездный дождь: Стихи и поэмы. — Свердловск: Сред.-Урал. кн. изд-во, 1979.
- Эхо грозы: Баллады и поэмы. — Свердловск: Сред.-Урал. кн. изд-во, 1982.
- С болью наедине: Стихи, поэмы, венки сонетов. — Екатеринбург: Изд-во БКИ, 1987.
- Смотрю я памяти в глаза… Стихи, поэмы, венки сонетов. — Екатеринбург: Изд-во «Сфера», 1997.
- Ожог: Стихи. — Екатеринбург: Изд-во «Уральский литератор», 1995.
- Диво-дивизия: Документальная повесть. — Екатеринбург: Изд-во «Арго», 1995.
- Зов: стихи. — Екатеринбург: Изд-во БКИ, 1998.
- Явь: Избранное. — Екатеринбург: Изд-во БКИ, 2000.

## Премии
- Премия имени П. П. Бажова (2000)
- Литературная премия имени Н. И. Кузнецова.
- Ежегодная премия журнала «Уральский следопыт»
- Всероссийская литературная премия имени Д. Н. Мамина-Сибиряка (2009)
- Премия Губернатора Свердловской области за выдающиеся достижения в области литературы и искусства (2006)

## Награды
- Орден Отечественной войны I степени
- Орден Отечественной войны II степени (25.05.1945)[2]
- Орден Красной Звезды (22.10.1944)[1]
- две медали «За боевые заслуги» (апрель 1943[1], 31.3.1945[2])
- медаль «За оборону Ленинграда»
- медаль «За оборону Сталинграда»[2]
- медаль «За взятие Кенигсберга»
- медаль «За победу над Германией» (05.11.1945)[3]
- 19 других медалей
- Почётный гражданин Балашова Саратовской области.

## Память
В 2011 году Ассоциацией писателей Урала, Уральским отделением Литературного Фонда России и дочерью поэта Еленой Венедиктовной Григорьевой учреждена при поддержке Администрации города Екатеринбурга Всероссийская литературная премия имени поэта-фронтовика В. Т. Станцева, вручаемая ежегодно в канун дня Победы.
В 2012 году на здании Дома писателей в Екатеринбурге (ул. Пушкина, 12) торжественно открыта мемориальная доска поэта.